# Ó, mely sok hal…
Az Ó, mely sok hal… a Frakk, a macskák réme című rajzfilmsorozat második évadjának tizedik része.

## Cselekmény
Lukrécia és Szerénke fogyni szeretnének, ezért Frakk elviszi őket horgászni a tópartra. De a fogyókúra nem tart sokáig, és a macskák megpróbálják kijátszani Frakkot, hogy nyugodtan sütkérezhessenek.

## Alkotók
- Rendezte: Cseh András
- Írta: Bálint Ágnes
- Zenéjét szerezte: Pethő Zsolt
- Hangmérnök: Bársony Péter
- Vágó: Czipauer János
- Tervezte: Várnai György
- Háttér: Szálas Gabriella
- Asszisztens: Spitzer Kati
- Színes technika: Dobrányi Géza, Fülöp Géza
- Felvételvezető: Dreilinger Zsuzsa
- Gyártásvezető: Magyar Gergely Levente
- Produkciós vezető: Gyöpös Sándor, Kunz Román

Készítette a Magyar Televízió megbízásából a Pannónia Filmstúdió

## Szereplők
- Frakk: Szabó Gyula
- Lukrécia: Schubert Éva
- Szerénke: Váradi Hédi
- Károly bácsi: Rajz János
- Irma néni: Pártos Erzsi
- Pletykás vörös kandúr: Tahi Tóth László
- Pletykás szürke kandúr: Kern András